# Галкинське сільське поселення (Комишловський район)
Га́лкинське сільське поселення (рос. Галкинское сельское поселение) — сільське поселення у складі Комишловського району Свердловської області Росії.
Адміністративний центр — село Галкинське.
Населення сільського поселення становить 2938 осіб (2019; 3633 у 2010, 4545 у 2002).
Станом на 2002 рік існувало 5 сільських рад: Великопульниковська сільська рада (село Велике Пульниково, присілок Мала Пульникова, селище Розсвіт, хутір Бухаровський), Галкинська сільська рада (село Галкинське, селище Калина, присілок Бутирки), Квашнинська сільська рада (село Квашнинське, присілок Михайловка), Кочньовська сільська рада (село Кочньовське, присілки Єрзовка, Мельникова) та Куровська сільська рада (село Куровське, присілок Першата).

## Склад
До складу сільського поселення входять:
| Населений пункт           | Населення, осіб (2002) | Населення, осіб (2010) |
| ------------------------- | ---------------------- | ---------------------- |
| Бутирки, присілок         | 236                    | 210                    |
| Бухаровський, хутір       | 10                     | 9                      |
| Велике Пульниково, село   | 188                    | 144                    |
| Галкинське, село          | 890                    | 820                    |
| Єрзовка, присілок         | 60                     | 32                     |
| Калина, селище            | 248                    | 227                    |
| Квашнинське, село         | 878                    | 711                    |
| Кочньовське, село         | 975                    | 790                    |
| Куровське, присілок       | 662                    | 476                    |
| Мала Пульникова, присілок | 41                     | 25                     |
| Мельникова, присілок      | 16                     | 0                      |
| Михайловка, присілок      | 96                     | 59                     |
| Першата, присілок         | 137                    | 98                     |
| Розсвіт, селище           | 108                    | 32                     |